# 카트 파이터
《카트 파이터》(Kart Fighter)는 패미컴으로 발매된 비공식 마리오 게임으로 마리오 카트의 등장 캐릭터들을 소재로 한 격투 게임이다.